# Katherine MacLean
Katherine Anne MacLean (geboren am 22. Januar 1925 in Glen Ridge, New Jersey; gestorben am 1. September 2019) war eine amerikanische Science-Fiction-Autorin. Sie war vor allem für ihre Kurzgeschichten bekannt, die vielfach anthologisiert wurden.

## Leben
MacLean war die Tochter von Gordon MacLean und von Ruth MacLean, geborene Crawford. Sie studierte Wirtschaftswissenschaften am Barnard College in New York City, wo sie 1950 den Bachelor erwarb, und später noch einmal am Goddard College in Plainfield, Vermont, wo sie 1977 mit dem Master in Psychologie abschloss.
Sie arbeitete ab 1944 in verschiedenen Tätigkeiten, darunter Hilfsschwester, Kaufhausdetektivin, Meinungsforscherin, Laborassistentin, Qualitätskontrolleurin einer Lebensmittelfabrik, Lohnbuchhalterin, Collegelehrerin und Reporterin, wie sie selbst sagte, „die übliche Liste diverser Jobs, die man bekommt, wenn man sich nicht für das ganze Leben verpflichten will.“
Von 1962 bis 1965 arbeitete sie am Anglistik-Institut der University of Connecticut in Storrs und von 1966 bis 1977 mit Unterbrechungen an der University of Maine in Orono.
MacLeans erste SF-Erzählung Defense Mechanism erschien 1949 in Astounding, wo auch viele ihrer folgenden Erzählungen erscheinen würden. Wie bei vielen ihrer Geschichten geht es hier um Psi-Talente und Telepathie. Zwar sind Konzepte und Fragestellungen der Psychologie, der Soziologie und angrenzender Bereiche zentral für MacLeans Science-Fiction, sie ist damit aber keine Vorläuferin späterer Strömungen der SF, in denen sich das Gewicht hin zu Psychologie und anderen „weichen“ Wissenschaften verlagerte. Ton und Haltung sind die der Hard-SF, mit einem im Prinzip positiven Blick auf zukünftige Entwicklungen. Ebenso wenig ist McLean eine Vorläuferin „feministischer“ SF, vielmehr bewegen sich ihre weiblichen Charaktere eher im Hintergrund und entsprechen ganz den Konventionen der Zeit.
Mit ihrer Erzählung The Missing Man von 1971 gewann sie den Nebula Award. Die Fix-up-Romanfassung Missing Man (1975) wurde als Der Esper und die Stadt auch ins Deutsche übersetzt. Als eine Autorin, deren Werke weitergehende Beachtung verdienen würden, wurde sie 2011 mit dem Cordwainer Smith Rediscovery Award ausgezeichnet.
Sie war von 1951 bis 1953 mit dem Schriftsteller Charles Dye verheiratet, unter dessen Namen mehrere ihrer Erzählungen erschienen, und von 1956 bis 1962 mit dem Schriftsteller David Mason, mit dem sie einen Sohn hat.

## Auszeichnungen
- 1972: Nebula Award für die Erzählung The Missing Man
- 2003: Author Emeritus Award
- 2011: Cordwainer Smith Rediscovery Award

## Bibliografie
Kalin Trobt (Romanserie, mit Charles V. De Vet)
- Second Game (1958, Kurzgeschichte)
- Cosmic Checkmate (1962)
- Second Game (1981)

Rescue Squad (Kurzgeschichtenserie)
- Fear Hound (1968)
  - Deutsch: Der Angstdetektor. In: Science-Fiction-Stories 54. Ullstein (Ullstein 2000 #103 (3187)), 1975, ISBN 3-548-03187-0.
- Variant: Rescue Squad (1984)
- Rescue Squad for Ahmed (1970)
- The Missing Man (1971)
  - Deutsch: Der verschwundene Mann. In: Lloyd Biggle, jr. (Hrsg.): Gute Nachrichten aus dem Vatikan und andere »Nebula«-Preis-Stories 1. Moewig (Playboy Science Fiction #6721), 1981, ISBN 3-8118-6721-0.

Romane
- The Man in the Bird Cage (1971)
- Missing Man (1975)
  - Deutsch: Der Esper und die Stadt. Übersetzt von Ronald M. Hahn. Moewig Science Fiction #3586, 1982, ISBN 3-8118-3586-6.
- Dark Wing (1979, mit Carl West)

Sammlungen
- The Diploids (1962)
- The Trouble with You Earth People (1980)
- Science Fiction Collection (2016)
- The 29th Golden Age of Science Fiction Megapack (2016)

Kurzgeschichten
- Defense Mechanism (1949)
- And Be Merry … (1950, auch als The Pyramid in the Desert)
- Incommunicado (1950)
  - Deutsch: Incommunicado. In: Wolfgang Jeschke (Hrsg.): Die sechs Finger der Zeit. Lichtenberg (Science Fiction für Kenner #13), 1971, ISBN 3-7852-2013-8.
- Contagion (1950)
  - Deutsch: Ansteckung. In: René Oth (Hrsg.): Als alles anders wurde. Luchterhand (Sammlung Luchterhand #530), 1985, ISBN 3-472-61530-3.
- A Fable of the Sholvis (1951, mit Charles Dye)
- The Fittest (1951)
- High Flight (1951)
- Feedback (1951)
  - Deutsch: Feedback. In: Herbert W. Maly (Hrsg.): Der metallene Traum. Lichtenberg (Science Fiction für Kenner #15), 1971, ISBN 3-7852-2015-4.
- Syndrome Johnny (1951, auch als Charles Dye)
- Pictures Don't Lie (1951)
  - Deutsch: Bilder lügen nicht. In: Nur ein Marsweib und andere Science Fiction-Stories. Ullstein (Ullstein Bücher #248), 1959.
- Communicado (1952)
- The Man Who Staked the Stars (1952, mit Charles Dye)
- The Snowball Effect (1952)
  - Deutsch: Der Schneeball-Effekt. In: Hans Joachim Alpers (Hrsg.): Kopernikus 4. Moewig (Moewig Science Fiction #3539), 1981, ISBN 3-8118-3539-4.
- The Origin of the Species (1953)
- Games (1953)
  - Deutsch: Spiele. In: Ernst Fuchs, Hans Joachim Alpers (Hrsg.): Neue Science-Fiction Geschichten. Tosa, 1982, ISBN 3-85001-097-X.
- The Diploids (1953, auch als The Diploids—Die, Freak)
- The Natives (1953)
- Where or When? (1953)
- Gimmick (1953)
- The Carnivore (1953, auch als G. A. Morris)
- Web of the Worlds (1953, mit Harry Harrison)
- Collision Orbit (1954)
- The Prize (1955, mit Michael Porjes)
- These Truths (1958)
- Web of the Norns (1958, mit Harry Harrison)
- Unhuman Sacrifice (1958)
  - Deutsch: Ein unmenschliches Opfer. In: Franz Rottensteiner (Hrsg.): Die Ratte im Labyrinth. Insel (Phantastische Wirklichkeit: Science Fiction der Welt), 1971. Auch als: Ein unmenschliches Opfer. In: Werner Fuchs (Hrsg.): Grotte des tanzenden Wildes. Droemer Knaur (Knaur Science Fiction & Fantasy #5754), 1982, ISBN 3-426-05754-9.
- Trouble with Treaties (1959, mit Tom Condit)
- Interbalance (1960)
  - Deutsch: Ausgleich? In: Anthony Boucher (Hrsg.): 16 Science Fiction-Stories. Heyne (Heyne-Anthologien #5), 1964.
- Six Scenes in Search of an Illustration (1963, mit Fritz Leiber, John Pocsik, Michael Moorcock, Dick Eney und L. Sprague de Camp)
- The Other (1966)
  - Deutsch: Der Andere. In: Terry Carr (Hrsg.): Jenseits aller Träume. Pabel (Terra Fantasy #74), 1980.
- The Trouble with You Earth People (1968)
- Perchance to Dream (1970)
- Echo (1970)
- Brain Wipe (1973)
- Chicken Soup (1973, mit Mary Kornbluth)
- Small War (1973)
- The Gambling Hell and the Sinful Girl (1975)
- Canary Bird (1978)
  - Deutsch: Der Kanarienvogel. In: Roy Torgeson (Hrsg.): Nick Adams letzter Aufstieg. Moewig (Playboy Science Fiction #6718), 1981, ISBN 3-8118-6718-0.
- Night-Rise (1978)
- The Olmec Football Player (1980)
- Isaac My Son (1994, mit Carl West)
- Planet Virt (1994)
- The Kidnapping of Baroness 5 (1995)
- Kiss Me (1997)